# Last Words: The Final Recordings
Last Words: The Final Recordings è l'ottavo e ultimo album in studio degli  Screaming Trees, pubblicato nel 2011.

## Descrizione
La registrazione dei brani risale al biennio 1999/2000 quando il gruppo era senza contratto con una casa discografica e Lanegan era ormai preso dalla sua carriera solista; auto producendosi, il gruppo registrò in proprio una decina di brani negli studi di proprietà di Stone Gossard. Non si riuscì però a trovare una casa discografica, alla fine si decise di porre termine alla vita del gruppo. Nel 2011 Barrett Martin pubblicò l'album con la sua etichetta discografica.

## Tracce
1. Ash Gray Sunday
2. Door Into Summer
3. Revelator
4. Crawlspace
5. Black Rose Way
6. Reflections
7. Tomorrow Changes
8. Low Life
9. Anita Grey
10. Last Words

## Formazione
- Mark Lanegan — voce
- Gary Lee Conner — chitarra
- Peter Buck – chitarra
- Van Conner — basso
- Barrett Martin — batteria